# Marble Mountain
Marble Mountain est un village canadien situé dans le comté d'Inverness, sur l'île du Cap-Breton en Nouvelle-Écosse. 

## Géographie

### Hameaux et lieux-dits
Marble Mountain comprend les hameaux suivants: Big Harbour Centre, Big Harbour Island, Lime Hill, Malagawatch, Marble Mountain et Militia Point.